# Kanye
Kanye je grad u Bocvani, sjedište distrikta Southern. Nalazi se na jugu države, blizu glavnog grada Gaboronea i granice s Južnoafričkom Republikom. Leži u planinskom dijelu, na oko 1300 metara nadmorske visine. Prijestolnica je plemena Bangwaketse. U gradu je rođen Quett Masire, drugi predsjednik Bocvane.
Godine 2001. Kanye je imao 40.628 stanovnika.